# La Mohonera, Arroyo Seco
La Mohonera är en ort i Mexiko.   Den ligger i kommunen Arroyo Seco och delstaten Querétaro Arteaga, i den centrala delen av landet, 210 km norr om huvudstaden Mexico City. La Mohonera ligger 1 415 meter över havet och antalet invånare är 156.
Terrängen runt La Mohonera är huvudsakligen lite bergig. La Mohonera ligger uppe på en höjd. Runt La Mohonera är det ganska glesbefolkat, med 28 invånare per kvadratkilometer. Närmaste större samhälle är Jalpan, 13,5 km söder om La Mohonera. I omgivningarna runt La Mohonera växer huvudsakligen savannskog.